# Скорпіунш (Санта-Круж)
Клубе Дешпортіву Скорпіунш Вермілью або просто Скорпіунш (Санта-Круж) (порт. Clube Desportivo Scorpions Vermelho (de Santa Cruz)) — професіональний кабовердійський футбольний клуб з міста Санта-Круж, на острові Сантьягу.

## Історія
Команда базується в місті Санта-Круж в південно-східній частині острова Сантьягу. Клуб було створено 2003 року. До 2006 року «Скорпіунш (Санта-Круж)» виступав у Чемпіонаті острова Сантьягу (Південь). Він виступав у групі «Centro Sul». В квітні 2007 року команда вперше перемогла в чемпіонаті своєї зони та вийшла до національного чемпіонату вперше в своїй історії та потрапила в групу «B»; вони також виступали в національному чемпіонаті в 2008, 2011 та 2013 роках, але ніколи не потрапляли в плей-оф, найкращим досягненням клубу в регулярній частині сезону було 3-тє місце в групі «B».

## Логотип
Логотип клубу складається зі щита, який по діагоналі перетинає зелена стрічка. На зеленій стрічці португальською мовою можна прочитати назву клубу («CD Scorpion Vermelho»). Нижня частина щита має синій колір. На ній зображений човен, під яким можна прочитати дату заснування клубу (2003). Верхня частина щита білого кольору. На ній зображений скорпіон коричневого кольору, який у своїх клешнях тримає футбольний м'яч.

## Досягнення
- Чемпіонат острова Сантьягу (Північ): 4 перемоги

2006/07, 2007/08, 2009/10, 2012/13

## Історі виступів у чемпіонатах та кубках

### Національний чемпіонат
| Сезон   | Див.    | Міс.    | Іг. | В | Н | П  | ЗМ | ПМ | РМ | О  | Кубок | Примітки     | Плей-оф         |
| ------- | ------- | ------- | --- | - | - | -- | -- | -- | -- | -- | ----- | ------------ | --------------- |
| 2007    | 1B      | 5       | 5   | 2 | 0 | 3  | 5  | 5  | 0  | 6  |       | Не пробилися | Не брали участі |
| 2008    | 1B      | 5       | 5   | 0 | 2 | 3  | 2  | 8  | -6 | 2  |       | Не пробилися | Не брали участі |
| 2010    | 1B      | 3       | 5   | 2 | 0 | 3  | 7  | 8  | -1 | 6  |       | Не пробилися | Не брали участі |
| 2013    | 1B      | 6       | 5   | 0 | 1 | 4  | 1  | 6  | -5 | 1  |       | Не пробилися | Не брали участі |
| Всього: | Всього: | Всього: | 20  | 4 | 3 | 13 | 15 | 27 | -  | 15 |       |              |                 |

### Острівний чемпіонат
| Сезон   | Див. | Міс. | Іг. | В | Н | П | ЗМ | ПМ | РМ | О  | Кубок | Суперкубок | Примітки                          |
| ------- | ---- | ---- | --- | - | - | - | -- | -- | -- | -- | ----- | ---------- | --------------------------------- |
| 2006-07 | 2    | 1    | -   | - | - | - | -  | -  | -  | -  |       |            | Вихід до національного Чемпіонату |
| 2007-08 | 2    | 1    | -   | - | - | - | -  | -  | -  | -  |       |            | Вихід до національного Чемпіонату |
| 2009-10 | 2    | 1    | -   | - | - | - | -  | -  | -  | -  |       |            | Вихід до національного Чемпіонату |
| 2012-13 | 2    | 1    | -   | - | - | - | -  | -  | -  | -  |       |            | Вихід до національного Чемпіонату |
| 2014-15 | 2    | 6    | 12  | 5 | 3 | 4 | 13 | 9  | +4 | 18 |       |            | Не пройшов до фінальної частини   |

## Деякі статистичні дані
- Найкращий рейтинг: 3-тє місце, Група «B» (регулярна частина національного чемпіонату)
- Загальна кількість зіграних матчів: 20 (національний чемпіонат)
- Загальна кількість набраних очок: 15 (національний чемпіонат)
- Загальна кількість забитих м'ячів: 20 (національний чемпіонат)
- Загальна кількість перемог: 4 (національний чемпіонат)

## Відомі гравці
- Жорже Джаніні Тавареш Семеду - грав у 2008-09 роках у молодіжній команді